# رينفورد كالابا
رينفورد كالابا (بالإنجليزية: Rainford Kalaba)‏، (من مواليد 14 أغسطس 1986 في كيتوي في زامبيا)، لاعب كرة قدم زامبي، يلعب حاليًا في نادي سبورتينج براجا البرتغالي.

## روابط خارجية
- رينفورد كالابا على موقع الاتحاد الدولي (مؤرشف)  (الإنجليزية)
- رينفورد كالابا على موقع قاعدة بيانات كرة القدم.إي يو (الإنجليزية)
- رينفورد كالابا على موقع ليكيب (الفرنسية)
- رينفورد كالابا على موقع ناشيونال فوتبول تيمز (الإنجليزية)
- رينفورد كالابا على موقع Soccerway.com (الإنجليزية)
- رينفورد كالابا على موقع عالم كرة القدم.نت (الإنجليزية)
- رينفورد كالابا على موقع كووورة
- رينفورد كالابا على موقع AS.com (الإسبانية)